# Aeroport de Malanje
L'aeroport de Malanje (codi IATA: MEG, codi OACI: FNMA) és un aeroport que serveix Malanje a la província de Malanje a Angola.
La balisa no direccional de Malanje (Ident: MA) es troba a 5 km a l'est de l'aeroport.

## Aerolínies i destins
| Aerolínies           | Destinacions |
| -------------------- | ------------ |
| TAAG Angola Airlines | Luanda       |